# Уорд, Билли
Уи́льям «Би́лли» Уо́рд (англ. William "Billy" Ward; 16 июля 1993, Бандаберг — 4 августа 2013, Гладстон) — австралийский боксёр, представитель первой наилегчайшей весовой категории. Выступал за сборную Австралии по боксу в начале 2010-х годов, чемпион австралийского национального первенства, участник летних Олимпийских игр в Лондоне.

## Биография
Билли Уорд родился 16 июля 1993 года в городе Бандаберг штата Квинсленд, Австралия.
Начинал спортивную карьеру как гимнаст, в частности в 2004 году становился чемпионом Квинсленда среди юниоров в этой дисциплине. В 2006 году перешёл в бокс и уже на следующий год выиграл австралийское юниорское первенство. Проходил подготовку в клубе любительского бокса в Гладстоне.
В 2008 году из-за тяжёлого инфекционного заболевания вынужден был на некоторое время прервать спортивную карьеру, но в 2011 году продолжил выходить на ринг, стал бронзовым призёром молодёжного австралийского первенства.
Наиболее успешным сезоном в спортивной карьере Уорда оказался сезон 2012 года, когда в первом наилегчайшем весе он одержал победу на взрослых чемпионатах штата, Австралии и Океании, благодаря чему удостоился права защищать честь страны на летних Олимпийских играх в Лондоне. Однако на Играх уже в стартовом поединке категории до 49 кг со счётом 4:26 потерпел поражение от кубинца Йосвани Вейтии и сразу же выбыл из борьбы за медали.
После лондонской Олимпиады Билли Уорд покинул австралийскую сборную и больше не принимал участия в крупных международных соревнованиях. В ноябре 2012 года его арестовали за несанкционированное проникновение на частную территорию и оскорбления в адрес офицеров полиции, в итоге суд оштрафовал бывшего боксёра на 1200 долларов.
4 августа 2013 года в возрасте 20 лет Уорд покончил жизнь самоубийством.